# Esteban Restrepo
Fredy Esteban Restrepo Taborda (Itagüí, 9 de marzo de 1991) es un negociador internacional y político colombiano.

## Biografía
Egresado de la Universidad Luis Amigó.
Trabajó en Ministerio de Tecnologías de la Información y Comunicaciones de Colombia en el gobierno de Juan Manuel Santos, luego fue designado como Secretario de Gobierno de Medellín por el alcalde Daniel Quintero en los años 2020-2022.
Ha servido como alcalde encargado de la ciudad, también fue miembro del Comité estratégico Nacional  de la campaña Petro presidente y más adelante se desempeñó como coordinador de la misma campaña  en Antioquia. Fue galardonado como joven destacado de Iberoamerica en los premios Napolitan Victory Awards en 2021.Fue candidato a la gobernación del departamento de Antioquia en las elecciones del 29 de octubre del 2023.Fue derrotado por Andrés Julián Rendón en representación del partido Centro Democrático al quedar de cuarto lugar (quinto teniendo en cuenta el voto en blanco).

## Controversias

### Jardín Botánico de Medellín
Durante su secretaría de gobierno en la alcaldía de Daniel Quintero Calle, se presentó la polémica por el cambio de contratista para el mantenimiento de las zonas verdes de la ciudad de Medellín. Históricamente este contrato se le había adjudicado al Jardín Botánico de Medellín una entidad privada; esto le permitía funcionar sin requerir de donaciones. Durante la secretaría de Restrepo, se tomó la decisión de entregarle el mantenimiento de las zonas verdes a Metroparques, la entidad pública encargada del manejo de los escenarios de esparcimiento público en Medellín. Esto se hizo alegando que la entidad estaba afectada financieramente por la pandemia de COVID-19 y esta era una forma de ayudar a las entidades públicas sobre las privadas. La polémica vino cuando Metroparques subcontrató para el cumplimiento del contrato a una empresa llamada Reforestadora El Líbano por un valor de 3.900'000.000 COP. Esta empresa resultó ser cercana al diputado liberal Luis Carlos Ochoa quien fue cercano a Quintero Calle durante su campaña en 2019.
Este cambio de contratista no solo afectó las finanzas de la fundación privada Jardín Botánico, sino que también generó críticas por parte de la oposición respecto a la supuesta desmejora del mantenimiento de las áreas verdes. Luego de las denuncias, y una vez Metroparques pudo comenzar a operar normalmente tras la reapertura de las instalaciones de esta entidad, que habían estado cerradas por más de un año por causa de la pandemia, la alcaldía volvió a conceder los contratos de mantenimiento de espacio público al Jardín Botánico.

### Contratos de su hermano menor con la alcaldía de La Estrella
En 2023 se denunciaron contratos por cerca de 41 millones de pesos colombianos entre la secretaría de salud del municipio de La Estrella y el hermano menor de Restrepo, Nicolás Restrepo. La controversia se da, por la edad de Nicolás que es de tan solo 20 años y por su idoneidad para estos contratos. Los contratos son para realizar "Investigaciones Epidemiologias" como auxiliar administrativo. Nicolás es estudiante en Biología.